# عظاءة خيلية
العظاءة الخيلية (الاسم العلمي:†Hipposaurus) هي جنس منقرض من الزواحف تتبع فصيلة العظايا الخيلية من رتيبة البيارميات وأشباهها.